# Fabrice Guerrier
Pour les articles homonymes, voir Guerrier.
Fabrice Guerrier est un écrivain haïtien-américain and artiste . Il est le fondateur de la maison de production de science-fiction et de fantasy, Syllble. Le magazine The Root le décrit comme utilisant « ... Internet pour créer une explosion sociale, politique et intellectuelle similaire à la Renaissance de Harlem ».
Il est chroniqueur pour Haïti Observateur, un journal basé à Brooklyn, New York. Il écrit sur le futurisme haïtien. En 2020, il a été nommé sur la liste Forbes 30 Under 30. En 2021, il a été nommé parmi les 100 Afro-Américains les plus influents aux États-Unis par The Root, âgés de 25 à 45 ans, dans la catégorie « Arts ».

## Jeunesse
Guerrier est né à Port-au-Prince, en Haïti, en novembre 1991, et émigre à Coral Springs, en Floride, avec sa famille à l'âge de 13 ans, la même année que le coup d'État haïtien de 2004. Il est diplômé de la Florida State University (FSU) avec un BA en relations internationales et du Centre pour la justice et la consolidation de la paix de l'Eastern Mennonite University (EMU) avec une maîtrise en transformation des conflits,. Pendant son séjour à la FSU, Guerrier fonde l'Institut LEEHG, un groupe de réflexion dirigé par des étudiants, et devient membre de la Theta Chi Fraternity.

## Carrière
En 2015, Guerrier est nommé PEN Haiti Fellow à PEN America. Il se rend à Port-au-Prince pour travailler au Centre PEN Haïti avec des poètes, des écrivains et des journalistes haïtiens.
En 2016, il travaille au département d'État américain à Washington DC.
En 2017, Guerrier est nommé président national de l'organisation de réconciliation raciale Coming to the Table, fondée par des descendants noirs et blancs liés de Thomas Jefferson et Sally Hemings, la femme qu'il a réduite en esclavage dans sa plantation de Monticello.

## Syllble
En 2018, Guerrier a fondé Syllble, la première maison de production de science-fiction et de fantasy dans le but d'offrir un meilleur accès aux écrivains sous-représentés et aux voix créatives du monde entier et dans le secteur du divertissement,,.
En mai 2021, il collabore avec The Innovation Station: Creative Industry Lab du département d'État américain pour amener des écrivains de science-fiction du monde entier à résoudre certains des défis mondiaux grâce au One Humanity Writing Collective.
En février 2022, Syllble s'associe au magazine Brittle Paper pour créer le premier univers fantastique collaboratif africain appelé Sauúti,.
En juillet 2022, l'exécutif hollywoodien et producteur de films Sandy Climan rejoint le conseil consultatif de Syllble.

## Récompenses et honneurs
- 2015 : Bourse « Humanité en action »[19]
- 2016 : Boursier PEN Haïti de PEN America[9]
- 2018 : "Global Shaper" au Forum économique mondial[20]
- 2018 : "Shafik Gabr Fellow" à la Fondation Shafik Gabr[10]
- 2021 : Forbes « 30 moins de 30 ans »[21]
- 2021: " The Root " 100 Liste des Afro-Américains les plus influents[1]
- 2022: "Finaliste Emerging Voices Fellow de PEN America "[22]

## Œuvres

### Livres de fiction
- (en) Golden Veins, 2019

### Livres non romanesques
- (en) Breaking Free From Mass-Produced Consciousness: A Little Book for Artists, Entrepreneurs, and the Leaders of Tomorrow, 2021

### Livres de poésie
- (en) Egypt in a Cup of Tea, 2019

### Anthologies
- (en) Slavery's Descendants: Shared Legacies of Race and Reconciliation, 2019

### Fictions courtes
- (en) Bionic Man Story, 2018
- (en) Dawn of the Sun, 2021
- (en) Magic Mangoes, 2021